# Кубок України з футболу 2007—2008
Кубок України з футболу 2007/2008 — 17-ий розіграш Кубка України. Проходив з 20 липня 2007 року по 7 травня 2008 року.

## Учасники
У Кубку взяли участь 54 клуби вищої, першої і другої ліг, а також володар Кубка України серед аматорів 2006 року.
| Клуби вищої ліги: - «Арсенал» (Київ) - «Ворскла» (Полтава) - «Динамо» (Київ) - «Дніпро» (Дніпропетровськ) - «Закарпаття» (Ужгород) - «Зоря» (Луганськ) - «Карпати» (Львів) - «Кривбас» (Кривий Ріг) - «Металург» (Донецьк) - «Металург» (Запоріжжя) - «Металіст» (Харків) - «Нафтовик-Укрнафта» (Охтирка) - «Таврія» (Сімферополь) - ФК «Харків» (Харків) - «Чорноморець» (Одеса) - «Шахтар» (Донецьк) | Клуби першої ліги: - «Волинь» (Луцьк) - «Геліос» (Харків) - «Десна» (Чернігів) - «Дніпро» (Черкаси) - «Дністер» (Овідіополь) - «Енергетик» (Бурштин) - «ІгроСервіс» (Сімферополь) - «Іллічівець» (Маріуполь) - «Кримтеплиця» (Молодіжне) - ФК «Львів» (Львів) - МФК «Миколаїв» (Миколаїв) - «Оболонь» (Київ) - ПФК «Олександрія» (Олександрія) - ФСК «Прикарпаття» (Івано-Франківськ) - ПФК «Севастополь» (Севастополь) - «Сталь» (Алчевськ) - «Сталь» (Дніпродзержинськ) - «Фенікс-Іллічовець» (Калініне) - ЦСКА (Київ) | Клуби другої ліги: - «Арсенал» (Харків) - «Газовик-ХГВ» (Харків) - «Гірник-спорт» (Комсомольськ) - «Енергія» (Южноукраїнськ) - «Єдність» (Плиски) - «Княжа» (Щасливе) - «Комунальник» (Луганськ) - ФК «Красилів» - «Кремінь» (Кременчук) - «Нафком» (Бровари) - «Нива» (Тернопіль) - «Олімпік» (Донецьк) - «Олімпік» (Кіровоград) - «Олком» (Мелітополь) - «Поділля-Хмельницький» (Хмельницький) - «Спартак» (Івано-Франківськ) - «Титан» (Армянськ) - «Хімік» (Красноперекопськ) - «Шахтар» (Свердловськ) Фіналіст Кубка України серед аматорських команд: - «Галичина» (Львів) |

## Перший попередній етап
Матчі першого попереднього етапу відбулися 20 липня 2007 року.
| Команда 1      | Команда 2              | Рахунок |
| -------------- | ---------------------- | ------- |
| «Нафком»       | «Олімпік» К            | 5:0     |
| «Галичина»     | «Енергія»              | 3:2 дч  |
| «Кремінь»      | «Поділля-Хмельницький» | 1:0     |
| «Олімпік» Д    | «Шахтар» С             | 3:2 дч  |
| «Хімік»        | «Олком»                | 0:2     |
| «Арсенал» Х    | «Комунальник»          | 4:0     |
| «Гірник-спорт» | «Газовик-ХГВ»          | 4:0     |

## Другий попередній етап
Матчі другого попереднього етапу відбулися 8 серпня 2007 року (матч «Галичина» — ПФК «Олександрія» відбувся 5 серпня).
| Команда 1    | Команда 2           | Рахунок       |
| ------------ | ------------------- | ------------- |
| «Галичина»   | ПФК «Олександрія»   | 0:1           |
| «Дністер»    | «Кримтеплиця»       | 1:1, пен. 3:1 |
| «Титан»      | ЦСКА                | 2:1           |
| «Княжа»      | «Олком»             | 1:0           |
| «Нива»       | «Фенікс-Іллічовець» | 2:0           |
| «Нафком»     | ПФК «Севастополь»   | 0:2           |
| ФК «Львів»   | «Прикарпаття»       | 3:0           |
| «Геліос»     | «Сталь» Д           | 2:2, пен. 3:0 |
| «Енергетик»  | «Волинь»            | 4:2 дч        |
| «Олімпік» Д  | «Гірник-спорт»      | 2:1 дч        |
| «Єдність»    | «Кремінь»           | 3:3, пен. 3:2 |
| «Десна»      | «Дніпро» Ч          | 0:0, пен. 6:5 |
| «ІгроСервіс» | «Оболонь»           | 3:1           |
| «Арсенал» Х  | МФК «Миколаїв»      | 1:2           |

Команди «Сталь» А та «Іллічівець» пройшли до 1/16 фіналу напряму, оскільки ФК «Красилів» і «Спартак» знялися зі змагань.

## 1/16 фіналу
Матчі 1/16 фіналу відбулися 24—26 вересня.
| Команда 1           | Команда 2     | Рахунок |
| ------------------- | ------------- | ------- |
| 24 вересня          |               |         |
| «Дністер»           | «Енергетик»   | 2:0     |
| 25 вересня          |               |         |
| «Нафтовик-Укрнафта» | «Зоря»        | 2:0     |
| ПФК «Олександрія»   | «Металург» Д  | 1:2 дч  |
| 26 вересня          |               |         |
| «Олімпік» Д         | «Десна»       | 1:2     |
| «ІгроСервіс»        | «Карпати»     | 1:0     |
| «Металург» З        | «Таврія»      | 0:1 дч  |
| «Нива»              | «Кривбас»     | 1:0     |
| ПФК «Севастополь»   | «Металіст»    | 1:3     |
| «Ворскла»           | ФК «Харків»   | 2:0     |
| «Титан»             | «Чорноморець» | 0:3     |
| «Динамо»            | «Дніпро» Д    | 2:0     |
| ФК «Львів»          | «Закарпаття»  | 2:1     |
| «Геліос»            | «Арсенал» К   | 0:2     |
| «Княжа»             | «Іллічівець»  | 0:1     |
| «Єдність»           | «Сталь» А     | 0:3     |
| МФК «Миколаїв»      | «Шахтар» Д    | 0:1     |

## 1/8 фіналу
Матчі 1/8 фіналу відбулися 31 жовтня.
| Команда 1     | Команда 2           | Рахунок       |
| ------------- | ------------------- | ------------- |
| «Десна»       | «Нафтовик-Укрнафта» | 1:1, пен. 2:4 |
| «Сталь» А     | «Металург» Д        | 1:2           |
| «ІгроСервіс»  | «Динамо»            | 1:4           |
| «Дністер»     | «Ворскла»           | 0:1           |
| «Нива»        | «Таврія»            | 0:0, пен. 5:6 |
| ФК «Львів»    | «Іллічівець»        | 1:2           |
| «Шахтар» Д    | «Арсенал» К         | 4:1           |
| «Чорноморець» | «Металіст»          | 2:2, пен. 3:1 |

## 1/4 фіналу
На цьому етапі команди зіграли по два матчі.
| Команда 1               | Команда 2     | Матч 1 | Матч 2 | Заг. |
| ----------------------- | ------------- | ------ | ------ | ---- |
| 17 листопада і 5 грудня |               |        |        |      |
| «Нафтовик-Укрнафта»     | «Металург» Д  | 2:3    | 0:1    | 2:4  |
| 5 і 8 грудня            |               |        |        |      |
| «Таврія»                | «Динамо»      | 2:0    | 0:3    | 2:3  |
| 8 і 12 грудня           |               |        |        |      |
| «Ворскла»               | «Шахтар» Д    | 0:3    | 1:1    | 1:4  |
| 9 і 15 грудня           |               |        |        |      |
| «Іллічівець»            | «Чорноморець» | 2:1    | 0:4    | 2:5  |

## Півфінали
Півфінальні матчі відбулися 19 березня і 16 квітня 2008 року.
| Команда 1     | Команда 2    | Матч 1 | Матч 2 | Заг. |
| ------------- | ------------ | ------ | ------ | ---- |
| «Динамо»      | «Металург» Д | 2:1    | 1:0    | 3:1  |
| «Чорноморець» | «Шахтар»     | 1:2    | 0:3    | 1:5  |

## Фінал
| 7 травня 2008 р. +6 °C |

| «Шахтар» (Донецьк)  | 2:0      | «Динамо» (Київ) |
| ------------------- | -------- | --------------- |
| Гладкий 44' Гай 78' | протокол |                 |

| Харків, ОСК «Металіст» Глядачів: 28 000 Арбітр: Віктор Швецов (Одеса) |

| Володар Кубка України 2007/08 |
| ----------------------------- |
| «Шахтар» Вшосте               |

## Бомбардири

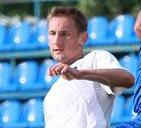
Володимир Коритько

|   | Гравець            | Клуб          | Ігри | Голи (пен.) |
| - | ------------------ | ------------- | ---- | ----------- |
| 1 | Володимир Коритько | «Чорноморець» | 5    | 5 (3)       |
| 2 | Віктор Ареф'єв     | «Олімпік» Д   | 3    | 3           |
| 2 | Григорій Баранець  | ФК «Львів»    | 3    | 3           |
| 2 | Максим Шацьких     | «Динамо»      | 6    | 3           |
| 5 | Ісмаель Бангура    | «Динамо»      | 4    | 3 (1)       |
| 5 | Олександр Косирін  | «Металург» Д  | 5    | 3 (1)       |
| 7 | Максим Сутула      | «Кремінь»     | 2    | 2           |
| 7 | Олексій Якименко   | «ІгроСервіс»  | 3    | 2           |
| 7 | Ліма               | «Іллічівець»  | 3    | 2           |
| 7 | Денис Хомутов      | «Олімпік» Д   | 3    | 2           |

## Підсумкова таблиця
| Етап                   | Команда                | I | В | Н | П | РМ   | О  |
| ---------------------- | ---------------------- | - | - | - | - | ---- | -- |
| Володар                | «Шахтар» Д             | 7 | 6 | 1 | 0 | 16−3 | 13 |
| Фіналіст               | «Динамо»               | 7 | 5 | 0 | 2 | 12−6 | 10 |
| Півфінал               | «Металург» Д           | 6 | 4 | 0 | 2 | 9−7  | 8  |
| Півфінал               | «Чорноморець»          | 6 | 2 | 1 | 3 | 11−9 | 5  |
| 1/4 фіналу             | «Іллічівець»           | 4 | 3 | 0 | 1 | 5−6  | 6  |
| 1/4 фіналу             | «Ворскла»              | 4 | 2 | 1 | 1 | 4−4  | 5  |
| 1/4 фіналу             | «Таврія»               | 4 | 2 | 1 | 1 | 3−3  | 5  |
| 1/4 фіналу             | «Нафтовик-Укрнафта»    | 4 | 1 | 1 | 2 | 5−5  | 3  |
| 1/8 фіналу             | «Нива» Т               | 3 | 2 | 1 | 0 | 3−0  | 5  |
| 1/8 фіналу             | ФК «Львів»             | 3 | 2 | 0 | 1 | 6−3  | 4  |
| 1/8 фіналу             | «Десна»                | 3 | 1 | 2 | 0 | 3−2  | 4  |
| 1/8 фіналу             | «ІгроСервіс»           | 3 | 2 | 0 | 1 | 5−5  | 4  |
| 1/8 фіналу             | «Металіст»             | 2 | 1 | 1 | 0 | 5−3  | 3  |
| 1/8 фіналу             | «Дністер»              | 3 | 1 | 1 | 1 | 3−2  | 3  |
| 1/8 фіналу             | «Сталь» А              | 2 | 1 | 0 | 1 | 4−2  | 2  |
| 1/8 фіналу             | «Арсенал» К            | 2 | 1 | 0 | 1 | 3−4  | 2  |
| 1/16 фіналу            | «Олімпік» Д            | 3 | 2 | 0 | 1 | 6−5  | 4  |
| 1/16 фіналу            | «Енергетик»            | 2 | 1 | 0 | 1 | 4−4  | 2  |
| 1/16 фіналу            | ПФК «Севастополь»      | 2 | 1 | 0 | 1 | 3−3  | 2  |
| 1/16 фіналу            | МФК «Миколаїв»         | 2 | 1 | 0 | 1 | 2−2  | 2  |
| 1/16 фіналу            | ПФК «Олександрія»      | 2 | 1 | 0 | 1 | 2−2  | 2  |
| 1/16 фіналу            | «Княжа»                | 2 | 1 | 0 | 1 | 1−1  | 2  |
| 1/16 фіналу            | «Титан»                | 2 | 1 | 0 | 1 | 2−4  | 2  |
| 1/16 фіналу            | «Геліос»               | 2 | 0 | 1 | 1 | 2−4  | 1  |
| 1/16 фіналу            | «Єдність»              | 2 | 0 | 1 | 1 | 3−6  | 1  |
| 1/16 фіналу            | «Закарпаття»           | 1 | 0 | 0 | 1 | 1−2  | 0  |
| 1/16 фіналу            | «Карпати»              | 1 | 0 | 0 | 1 | 0−1  | 0  |
| 1/16 фіналу            | «Кривбас»              | 1 | 0 | 0 | 1 | 0−1  | 0  |
| 1/16 фіналу            | «Металург» З           | 1 | 0 | 0 | 1 | 0−1  | 0  |
| 1/16 фіналу            | «Дніпро» Д             | 1 | 0 | 0 | 1 | 0−2  | 0  |
| 1/16 фіналу            | «Зоря»                 | 1 | 0 | 0 | 1 | 0−2  | 0  |
| 1/16 фіналу            | ФК «Харків»            | 1 | 0 | 0 | 1 | 0−2  | 0  |
| Другий попередній етап | «Кремінь»              | 2 | 1 | 1 | 0 | 4−3  | 3  |
| Другий попередній етап | «Арсенал» Х            | 2 | 1 | 0 | 1 | 5−2  | 2  |
| Другий попередній етап | «Гірник-Спорт»         | 2 | 1 | 0 | 1 | 5−2  | 2  |
| Другий попередній етап | «Нафком»               | 2 | 1 | 0 | 1 | 5−2  | 2  |
| Другий попередній етап | «Олком»                | 2 | 1 | 0 | 1 | 2−1  | 2  |
| Другий попередній етап | «Галичина»             | 2 | 1 | 0 | 1 | 3−3  | 2  |
| Другий попередній етап | «Сталь» Д              | 1 | 0 | 1 | 0 | 2−2  | 1  |
| Другий попередній етап | «Кримтеплиця»          | 1 | 0 | 1 | 0 | 1−1  | 1  |
| Другий попередній етап | «Дніпро» Ч             | 1 | 0 | 1 | 0 | 0−0  | 1  |
| Другий попередній етап | «ЦСКА»                 | 1 | 0 | 0 | 1 | 1−2  | 0  |
| Другий попередній етап | «Волинь»               | 1 | 0 | 0 | 1 | 2−4  | 0  |
| Другий попередній етап | «Оболонь»              | 1 | 0 | 0 | 1 | 1−3  | 0  |
| Другий попередній етап | «Фенікс-Іллічовець»    | 1 | 0 | 0 | 1 | 0−2  | 0  |
| Другий попередній етап | ФСК «Прикарпаття»      | 1 | 0 | 0 | 1 | 0−3  | 0  |
| Перший попередній етап | «Енергія»              | 1 | 0 | 0 | 1 | 2−3  | 0  |
| Перший попередній етап | «Шахтар» С             | 1 | 0 | 0 | 1 | 2−3  | 0  |
| Перший попередній етап | «Поділля-Хмельницький» | 1 | 0 | 0 | 1 | 0−1  | 0  |
| Перший попередній етап | «Хімік»                | 1 | 0 | 0 | 1 | 0−2  | 0  |
| Перший попередній етап | «Газовик-ХГВ»          | 1 | 0 | 0 | 1 | 0−4  | 0  |
| Перший попередній етап | «Комунальник»          | 1 | 0 | 0 | 1 | 0−4  | 0  |
| Перший попередній етап | «Олімпік» К            | 1 | 0 | 0 | 1 | 0−5  | 0  |

## Джерело
- Кубок України 2007/2008 — Офіційний сайт ФФУ [Архівовано 4 березня 2016 у Wayback Machine.]
- Професіональна футбольна ліга України